# Mary Leo
Suor Mary Leo, nata Kathleen Agnes Niccol (Auckland, 3 aprile 1895 – Epsom, 5 maggio 1989) è stata una religiosa e insegnante neozelandese.

## Biografia
Nel 1923 prese i voti e si unì alle suore della misericordia con il nome di suor Mary Leo. Oltre a dedicarsi alle attività tipiche del suo ordine, come l'assistenza ai malati e i bisognosi, si dedicò all'insegnamento della musica. Dopo aver lavorato come insegnante di violino, a partire dalla fine degli anni trenta cominciò ad insegnare canto con grande successo, portando lustro al St Mary's College di Auckland e facendo guadagnare all'istituto un'eccellente reputazione per l'educazione musicale.
La sua reputazione come insegnante si consolidò ulteriormente durante gli anni cinquanta, quando alcuni dei suoi studenti, come Kiri Te Kanawa e Malvina Major, si affermarono come acclamate cantanti liriche sulla scena internazionale. Nel 1980 la Grand Opera Society istituì una borsa di studio in suo nome; sette anni prima era stata nominata Dama Commendatore dell'Ordine dell'Impero Britannico per servizi alla musica. Morì nel 1989 all'età di 94 anni.